# Молочайные
Молоча́йные, или Эуфорбиевые, или Молочаевые (лат. Euphorbiaceae) — семейство цветковых растений из класса двудольных, порядка мальпигиецветных.

## Распространение и внешний вид
Внешний вид растений семейства молочайных весьма разнообразен: среди молочайных есть огромные деревья ― обитатели тропических лесов, и низкорослые травы умеренных широт, колючие кустарники и вьющиеся лианы, водные растения и пустынные обитатели. Около 450 видов молочайных являются суккулентами, некоторые из них трудно отличить от кактусов.
Большинство молочайных имеет общий признак ― из стеблей и листьев этих растений при надрезе вытекает вязкий и белый как молоко сок. Отсюда и название этого семейства ― молочайные. Надо отметить, что далеко не все растения, выделяющие млечный сок, относятся к молочайным. И, наоборот, есть молочайные, чей сок прозрачен.
Внешний вид молочайных зависит от экологической ниши, которую они занимают. Так, молочайные, растущие в тропических лесах, становятся высокими, стройными деревьями. Засушливые районы Австралии (где молочайных немного) и Африки заселяют суккулентные молочаи. Это и низкорослые колоннообразные деревья и колючие кустарники, такие, как «терновый венец», и неотличимые от кактусов молочай сосочковый и молочай ужасный. Произрастающий в пустынях Северной Америки молочай Euphorbia albomarginata является стелющимся растением и высота его не превышает 13 мм.
В противовес пустынным молочаям, филлантус плавучий облюбовал водную среду, став свободноплавающим растением.

## Ботаническое описание
Листья по большей части очерёдные, иногда недоразвитые (в последнем случае стебли обычно мясистые и колючие).
Цветки однополые; двудомные или однодомные, разнообразные по числу частей и развитию околоцветника, который то вовсе отсутствует, то состоит из чашечки и венчика, то простой, заключая в себе от трёх до шести частей, а иногда и больше; тычинок то одна, то их число соответствует числу частей околоцветника, то в неопределённом числе, иногда сильно ветвисты; гинецей состоит по большей части из трёх частей, сросшихся завязями, следовательно — завязь цельная, верхняя, трёхгнёздная, редко двугнёздная.
Формула цветка: {\displaystyle \ast P_{0-5}\;A_{1-\infty }\;G_{0}}; {\displaystyle \ast P_{0-5}\;A_{0}\;G_{({\underline {3}})}}
Плод сухой, эластично распадающийся на три двураздельные створки, заключающие по два семени с более или менее развитой питающей тканью (белком).
Некоторые молочайные обладают способностью разбрасывать свои семена на довольно большое расстояние. Тропическое растение хура взрывающаяся названа так из-за необычного способа распространения семян: плоды хуры состоят из 14 долек, которые, созревая, с шумом растрескиваются и выбрасывают семена на 15-метровое расстояние.

## Биологические особенности
Молочайные легко размножаются как семенами, так и вегетативным путём, что часто делает их сорными растениями.
При выращивании в комнатных условиях самым опасным вредителем молочайных является паутинный клещик. Несмотря на большое содержание ядов в растениях, они не действуют на клещика. Особенно он любит клещевину и кротон. Эти растения можно использовать как своеобразный индикатор: если в Вашей коллекции какие-то растения болеют клещиком, то он обязательно переберётся на клещевину.

## Значение и применение
В кормовом отношении большинство молочайных относится к ядовитым и вредным для животных растениям засоряющие пастбища и сенокосы. Хорошо поедаются главным образом мелким рогатым скотом и верблюдами:  хрозофора песчаная (Chrozophora sabulosa), молочай мелкосмоковник (Euphorbia chamaesyce), молочай дланечешуйный (Euphorbia cheirolepis).
Сок некоторых молочайных содержит каучук. Один из таких самых известных представителей семейства ― гевея бразильская из амазонских лесов. Более 90 % всего добываемого в мире каучука даёт именно гевея бразильская.
Известная многим клещевина обыкновенная, родом из Африки и Азии, широко распространилась во всех тропических и субтропических зонах обоих полушарий. Выращивается во многих тропических странах в промышленных целях. Из семян клещевины получают касторовое масло, используемое в медицине как слабительное и в косметических препаратах для улучшения роста волос и по уходу за телом, а также получают техническое масло, широко используемое в промышленности.
Из кротона получают кротоновое масло, очень популярное в XIX веке.
Некоторые молочаи чрезвычайно ядовиты. Ядовитым соком манцинеллового дерева обитатели островов Карибского моря с древнейших времён смазывали наконечники своих стрел. В Юго-Восточной Азии растёт агаллоховое дерево, чей ядовитый сок при попадании в глаза вызывает слепоту.
Маниок (Manihot esculenta) даёт крупные съедобные, похожие на картофель, корни и широко возделывается в Африке как съедобное растение. Корнеплоды маниока содержат большое количество крахмала. Растение в сыром виде ядовито, поэтому корни используются только в варёном или печёном виде. Сырые корни перерабатывают в крупу, из которой потом варят кашу, а сушёные ― в муку, из которой пекут лепёшки.
«Молочко» многих видов молочайных широко используют в парфюмерии.
Среди молочайных немало красивых растений, которые выращивают в садах или в горшках как комнатные растения. Таков, например, молочай красивейший, или пуансеттия. Это растение необычайно красиво в цветущем виде, причём сами цветы пуансеттии едва заметны. Однако их окружают ярко-красные, оранжевые или жёлтые прицветные листья, выглядящие как сверкающие звёзды на фоне обычных зелёных листьев. Расцветающее под Новый Год или Рождество, это растение получило народное название «рождественская звезда». Любовь цветоводов завоевали также кодиеум пёстрый, или кротон (так его принято называть), и акалифа, а также необычный, покрытый колючками молочай «терновый венец».

## Медицинское применение
Есть среди молочайных немало растений, используемых в народной медицине. Большую известность приобрёл в последнее время в России молочай Фишера, или «мужик-корень». Растёт в России он только в Читинской области и находится там на грани исчезновения. В народной медицине Забайкалья молочай Фишера издавна ценится как кровоочистительное средство, а также как тонизирующее и стимулирующее средство женьшенеподобного действия. Он проявляет также противоопухолевую активность.

## Классификация

### Таксономия
Euphorbiaceae Juss., 1789, Gen. Pl. 384–385. 1789
Cемейство Молочайные относится к порядку Мальпигиецветные (Malpighiales). Таксономическая схема в соответствии с Системой APG IV по состоянию на декабрь 2023 года:
|  |                                      |  |                                   |                          |                      |  | ещё 35 семейств |           |  |                          |
|  |                                      |  |                                   |                          |                      |  |                 |           |  |                          |
|  |                                      |  |                                   | порядок Мальпигиецветные |                      |  |                 |           |  |                          |
|  |                                      |  |                                   |                          |                      |  |                 |           |  | 6 685 ботанических видов |
|  | отдел Цветковые, или Покрытосеменные |  |                                   |                          | семейство Молочайные |  |                 | 227 родов |  |                          |
|  | отдел Цветковые, или Покрытосеменные |  |                                   |                          |                      |  |                 | 227 родов |  |                          |
|  |                                      |  | ещё 63 порядка цветковых растений |                          |                      |  |                 |           |  |                          |
|  |                                      |  |                                   |                          |                      |  |                 |           |  |                          |

### Роды
Некоторые роды:
- Acalypha L. — Акалифа
- Aleurites J.R.Forst. & G.Forst. — Тунг, или Масляное дерево
- Croton L. — Кротон
- Chrozophora A.Juss.
- Euphorbia L. — Молочай, или Эуфорбия (около 2000 видов)
- Hevea Aubl. — Гевея, или Хевея
  - [syn.  Siphonia D.Richard ex Schreb. — Каучуковое дерево]
- Hippomane L.
- Jatropha L. — Ятрофа
- Manihot Mill. — Маниок, или Маниот, или Кассава
- Hura L.
- Mercurialis L. — Пролесник
- Ricinus L. — Клещевина
- Sapium Jacq. — Сапиум (к этому роду ранее относили Сальное дерево)
- Stillingia Garden ex L.